# Струмяни
Струмяни (болг. Струмяни) — село в Благоевградской области Болгарии. Административный центр общины Струмяни. Находится примерно в 44 км к югу от центра города Благоевград. По данным переписи населения 2011 года, в селе  проживало 960 человек.

## Население
| Год     | 1934 | 1946 | 1956 | 1965 | 1975 | 1985 | 1992 | 2001 | 2011 |
| ------- | ---- | ---- | ---- | ---- | ---- | ---- | ---- | ---- | ---- |
| Жителей | 906  | 1441 | 1799 | 2839 | 3068 | 3178 | 1096 | 1026 | 960  |

| Национальность | Человек | Процент |
| -------------- | ------- | ------- |
| болгары        | 843     | 97,57%  |
| турки          | 4       | 0,46%   |
| цыгане         | 11      | 1,27%   |
| другие         | 6       | 0,69%   |
| Всего ответов  | 864     |         |

|  |